# Adaina ambrosiae
Adaina ambrosiae là một loài bướm đêm trong họ Pterophoridae. Loài bướm đêm này được tìm thấy ở California đông đến Florida và phía bắc Ontario . Nó còn được gọi từ Bermuda]], Costa Rica, Jamaica, Puerto Rico và quần đảo Virgin. Con trưởng thành có sải cánh dài 13–17 mm. Cánh trước màu trắng hơi nâu và các đốm nâu đậm. Cánh sau và viền màu xám. Con trưởng thành bay vào các tháng trong năm ở phía nam khu vực phân bố. Ấu trùng ăn các loài thực vật Ambrosia artemissiifolia, Ambrosia acanthicarpa, Ambrosia chamissonis, Ambrosia confertiflora, Ambrosia dumosa, Ambrosia eriocentra, Ambrosia cumanensis, Pluchea rosea, Melanthera nivea, Helianthus annuus, Helianthus tuberosa, Xanthium strumarium và Cynara scolymus.. Ấu trùng ăn hết thịt lá và làm trơ gân lá cây chủ.